# Родерік (роман)
«Родерік, або Виховання молодої машини» (англ. Roderick) — науково-фантастичний роман американського письменника Джона Слайдека 1980 року. Він був номінований на премію Філіпа Діка, а в 1983 році за ним послідував Родерік навмання, або Подальша освіта молодої машини. Дві книги спочатку були задумані як один довший роман, і нарешті були перевидані разом у 2001 році як «Повний Родерік» (The Complete Roderick). Його було включено до книги Девіда Прінгла «Наукова фантастика: 100 найкращих романів» .

## Короткий зміст сюжету
Головний герой — розумний робот, який був винайдений першим. Початкові розділи описують створення Родеріка та показують його розум (спочатку складався з безтілесної комп'ютерної програми), який розвивається через кілька етапів усвідомлення. Нарешті Родерік отримує рудиментарне тіло і через низку нещасних випадків стає у світі самотнім. Завдяки своєму уривчастому розумінню людських звичаїв та інтригам навколо проєкту, який його створив, він мимоволі стає центром різноманітних злочинних схем та інших прикрих подій.

## Основні теми
Хоча книги «Родеріка» багато в чому є серйозним дослідженням філософських проблем, пов'язаних з ідеєю розумних машин, їхній сюжет (типово для Слайдека) ґрунтується на енергійному фарсі та сатирі. Майже кожна людська інституція, особливо академічні кола та уряд, зображується як жахливо некомпетентна (сам проєкт Родеріка спочатку є ретельно продуманим шахрайством), а зростаюча комп'ютеризація сучасного суспільства не спричиняє проблем для людей — хоча Родерік здатен обернути це на свою користь. Повторюваний гег полягає в тому, що хоча Родерік не дуже схожий на людину, люди не можуть повірити, що він робот або просто не помічають, і ставляться до нього як до божевільної людини або дитини-інваліда; але, як Кандід чи князь Мишкін (з «Ідіота»), він ніколи не скаржиться і завжди прагне догодити.
Історія також приправлена звичайними каламбурами Слайдека та іграми слів, а також сатиричними уколами інших тем наукової фантастики, зокрема «Трьох законів робототехніки» Айзека Азімова.